# Arthula formosana
Arthula formosana är en stekelart som först beskrevs av Tohru Uchida 1931.  Arthula formosana ingår i släktet Arthula och familjen brokparasitsteklar. Inga underarter finns listade.